# Ejército
Ejército är en udde i Antarktis. Den ligger i Västantarktis. Argentina, Chile och Storbritannien gör anspråk på området.
Terrängen inåt land är kuperad österut. Havet är nära Ejército åt nordväst. Trakten är glest befolkad. Närmaste befolkade plats är San Martín Station, 19,0 kilometer norr om Ejército. 